# Alfred Leroy
Pour les articles homonymes, voir Leroy.
Alfred-Désiré-Louis-Joseph Leroy est un homme politique français né le 18 août 1837 à Grand-Rullecourt (Pas-de-Calais) et mort le 7 août 1901 à Évian-les-Bains (Haute-Savoie).

## Biographie
Issu d'un milieu modeste, Alfred Leroy est d'abord ouvrier mécanicien à Paris, où il poursuit des études en parallèle de son travail. Il entre en 1872 à la compagnie des mines de Bruay, dont il devient directeur général en 1897 après en avoir gravi tous les échelons. Il est maire de Bruay-en-Artois de 1879 à 1900 et conseiller général du Canton de Houdain. Son gendre, Jules Elby, lui succède dans ses mandats politiques locaux et dans son poste de directeur général de la compagnie des mines de Bruay. Il est sénateur du Pas-de-Calais de 1900 à 1901, inscrit au groupe de l'Union républicaine.